# تو فقط منو دوست داری
«تو فقط منو دوست داری» ترانه‌ای از خوانندهٔ انگلیسی ریتا اورا می‌باشد که به‌عنوان اولین تک‌آهنگ برای سومین آلبوم استودیویی وی تحت عنوان تو و من در ۲۷ ژانویهٔ سال ۲۰۲۳ منتشر گردید.